# Bythaelurus
Bythaelurus is een geslacht uit de familie Pentanchidae.

## Soorten
- Bythaelurus alcockii (Garman, 1913)
- Bythaelurus bachi (Weigmann, Ebert, Clerkin, Stehmann & Naylor, 2016)
- Bythaelurus canescens (Günther, 1878)
- Bythaelurus clevai (Séret, 1987)
- Bythaelurus dawsoni (Springer, 1971)
- Bythaelurus giddingsi (McCosker, Long & Baldwin, 2012)
- Bythaelurus hispidus (Alcock, 1891)
- Bythaelurus immaculatus (Chu & Meng, 1982)
- Bythaelurus incanus (Last & Stevens, 2008)
- Bythaelurus lutarius (Springer & D'Aubrey, 1972)
- Bythaelurus naylori (Ebert & Clerkin, 2015)
- Bythaelurus stewarti (Weigmann, Kaschner & Thiel, 2018)
- Bythaelurus tenuicephalus (Kaschner, Weigmann & Thiel, 2015)
- Bythaelurus vivaldii (Weigmann & Kaschner, 2017)